# The Rhythm of the Saints
The Rhythm of the Saints je osmé studiové album Paula Simona, vydané v roce 1990. Stejně jako předchozí deska Graceland, také toto album zaznamenalo komerční úspěch a obdrželo kladné profesionální kritiky. V roce 1992 bylo nominováno na dvě ceny Grammy v kategoriích album roku a producent roku. Na podzim 1990 dosáhlo v britské a kanadské albové hitparádě na 1. místo.
Album obsahuje impresionistické texty. Například skladba „Can't Run But“ se dotýká černobylské havárie. Vedle latinskoamerických rytmů se inspirací stala hudba z regionů Západní a Střední Afriky.

## Seznam skladeb
Všechny skladby složil Paul Simon, pokud není uvedeno jinak.
1. „The Obvious Child“
2. „Can't Run But“
3. „The Coast“ (Paul Simon, Vincent Nguini)
4. „Proof“ (s Vincentem Nguinim; Bikutsi – kamerunské rytmy)
5. „Further to Fly“
6. „She Moves On“
7. „„Born at the Right Time“
8. „The Cool, Cool River“
9. „Spirit Voices“ (Paul Simon, Milton Nascimento)
10. „The Rhythm of the Saints“

### Alternativní seznam
Článek v časopisu Stereophile uvádí, že původní Simonova posloupnost skladeb musela být změněna poté, co na odlišném řazení trvalo vydavatelství Warner Bros. z důvodu čestného umístění titulní písně „The Obvious Child“ jako první. Autorem preferovaná posloupnost skladeb tak byla odlišná a vyjadřuje ji následující seznam v původním pořadí písní 3–6–4–7–8–1–2–9–5–10:
1. „The Coast“
2. „She Moves On“
3. „Proof“ (s Vincentem Nguinim; Bikutsi – kamerunské rytmy)
4. „Born at the Right Time“
5. „The Cool, Cool River“
6. „The Obvious Child“
7. „Can't Run But“
8. „Spirit Voices“
9. „Further To Fly“
10. „The Rhythm of the Saints“

### Vydání 2004
V roce 2004 bylo album remasterováno Danem Herschem a Billem Inglotem. Nová edice obsahuje původní skladby a čtyři dosud nevydané bonusy:
1. „Born at the Right Time“ [akustické demo]
2. „Thelma“
3. „The Coast“ [pracovní verze]
4. „Spirit Voices“ [pracovní verze]

## Koncert v Central Parku
Paul Simon se spoluhráči zahráli většinu skladeb z alba na koncertu konaném 15. srpna 1991 před více než 100 tisíci diváky v newyorském Central Parku. Záznam živého vystoupení byl zaznamenán a vydán v podobě koncertního alba „Paul Simon's Concert in the Park, August 15, 1991“.

## Umístění v hitparádách

### Albové hitparády
| Hitparáda (1990–1991)                   | Umístění |
| --------------------------------------- | -------- |
| Kanadská albová hitparáda               | 1.       |
| Britská albová hitparáda                | 1.       |
| MegaChart albová hitparáda              | 2.       |
| Australská ARIA albová hitparáda        | 3.       |
| Švýcarská albová hitparáda              | 3.       |
| Rakouská albová hitparáda               | 4.       |
| Americká Billboard 200 albová hitparáda | 4        |
| Novozélandská RIANZ albová hitparáda    | 6.       |
| Norská VG-lista albová hitparáda        | 6.       |
| Švédská albová hitparáda                | 8.       |
| Finská albová hitparáda                 | 9.       |
| Německá Media Control albová hitparáda  | 11.      |
| Italská albová hitparáda                | 13.      |
| Francouzská SNEP albová hitparáda       | 22.      |
| Japonská Oricon albová hitparáda        | 87.      |

### Celoroční hitparády
| Hitparáda na konci roku 1990 | Umístění |
| ---------------------------- | -------- |
| Britská albová hitparáda     | 13.      |
| Australská albová hitparáda  | 36.      |
| Hitparáda na konci roku 1991 | Umístění |
| U.S. Billboard               | 22.      |

### Prodejnost a certifikace
| Prodejnost a certifikace      | Prodejnost a certifikace | Prodejnost a certifikace |
| Stát                          | Certifikace              | Prodaných nosičů         |
| ----------------------------- | ------------------------ | ------------------------ |
| Rakousko (IFPI)               | 1× zlatá deska           | 25 000x                  |
| Kanada (Music Canada)         | 2× platinová deska       | 200 000^                 |
| Německo (BVMI)                | 1× zlatá deska           | 250 000^                 |
| Švýcarsko (IFPI)              | 1× zlatá deska           | 25 000x                  |
| Spojené království (BPI)      | 2× platinová deska       | 600 000^                 |
| Spojené státy americké (RIAA) | 2× platinová deska       | 2 000 000^               |